# Vilho Ylönen
Vilho Ylönen, né le 31 mai 1918 à Hankasalmi et mort le 8 mars 2000 à Konnevesi, est un tireur sportif finlandais.

## Biographie
Soldat dans l'armée de l'air finlandaise, il fait sa première apparition olympique en 1948, où il participe à la patrouille militaire, se classant deuxième. Il est deux fois médaillé olympique de tir en 1952 (carabine 50 m trois positions) et 1956 carabine 50 m trois positions et participant des Jeux olympiques d'hiver de 1960 et 1964. Il remporte aussi quatre titres mondiaux de 1949 à 1958, un titre européen en 1955 et 44 titres nationaux.
Il est aussi actif en biathlon.

## Palmarès

### Jeux olympiques
- 1952 à Helsinki
  -  Médaille d'argent en carabine 50 m trois positions
- 1956 à Melbourne
  -  Médaille de bronze en carabine 300 m trois positions